# Ormond Stone
Ormond Stone, född 11 januari 1848 i Pekin, Illinois, död 17 januari 1933 i Centreville, Virginia, var en amerikansk astronom. 
Stone blev 1870 assistent vid United States Naval Observatory i Washington, D.C., 1875 direktör för Cincinnati Observatory och var 1882–1912 direktör för Leander McCormick Observatory och professor i astronomi vid universitetet i Charlottesville, Virginia. Förutom talrika observationer av planeter, kometer och nebulosor publicerade han i "Publications of the Cincinnati Observatory", varav han utgav sex band, i band 3–6 mikrometriska mätningar, av 2192 dubbelstjärnor. Han fortsatte Friedrich Wilhelm August Argelanders "Durchmusterung" för –23° till –31°:s deklination, men härav föreligger endast zonen –23° i "Publications of the Leander McCormick Observatory", band I; i samma band publicerade han sina observationer (1886–94) av Orionnebulosan. Han var utgivare av "Annals of Mathematics".